# 引田港
引田港（ひけたこう）は香川県東かがわ市の引田にある地方港湾。港湾管理者は香川県。

## 歴史
中世より播磨灘における「風待ちの港」として開かれ、引田城城下の港として発展し、近世は日用品の集散地および醤油の積出港として栄えたという歴史をもつ。近代以降は醤油の大量生産化にともない産地が移ったため積出港の地位を失ったものの、戦後まもなく地方港湾に指定され、以降は漁港、およびプレジャーボート・小型船用の港湾として賑わいをみせる。近年においては世界で初めてハマチの養殖に成功したこと、および近代以前の町並みの保存再生事業で脚光を浴びている。

## 備考
- 香川県が管理する港で、所轄事務所は長尾土木事務所。
- 港内の物揚場に町営の温泉入浴施設がある。
- 風の港まつりが港周辺で7月中旬に開催されている。
- 釣りの名所としても有名で、引田漁港と並び釣り人が多く訪れる。

## 所在地
〒769-2901 香川県東かがわ市引田

## 交通アクセス
- 高徳線 引田駅 徒歩10分
- 高速バス 引田バス停 徒歩25分

## 周辺情報
- 引田の街並み
  - かめびし屋、讃州井筒屋敷、山本家住宅、松村家住宅、泉家住宅、長崎家住宅、日下家住宅、旧引田郵便局（風の港館）、誉田八幡神社
- ばいこう堂本店 - 和三盆